# Prorella artestata
Prorella artestata är en fjärilsart som beskrevs av Grossbeck 1908. Prorella artestata ingår i släktet Prorella och familjen mätare. Inga underarter finns listade i Catalogue of Life.